# Marino Aineto
Marino Aineto Castro (Murillo de Gállego, 18 de agosto de 1873-Milán, 5 de mayo de 1931) fue un cantante de ópera español, con tesitura de barítono, y empresario musical.
Hijo del maestro de Murillo de Gállego, quedó huérfano de padre a los 7 años. Entonces se trasladó con sus seis hermanos a Santa Eulalia de Gállego, a casa del hermano de su fallecido padre, el párroco local. 
A los 13 años es enviado interno al Hogar Pignatelli, que era un hospicio pero ejercía también de escuela pública e internado en casos de hijos de familias sin recursos de la provincia. Allí estudió durante siete años y acabó la carrera de Magisterio. Ejerce como maestro por lo menos un año en el pueblo de Jarque, en la provincia de Zaragoza.
En 1894, a la edad de 21 años, se traslada a Madrid, donde trabaja de administrativo en un Ministerio para pagarse los estudios de canto. Estudió con el bajo Antonio Baldelli y con el maestro Leandro Pla como asesor repertorista, los dos con una gran experiencia y asiduos colaboradores del Teatro Real de Madrid. Tras cinco años de estudio se estrena en Madrid en el Teatro de los Jardines del Buen Retiro en el papel de Nevers en la ópera Les Huguenots, de Giacomo Meyerbeer. Su actuación llamó la atención del maestro titular del Teatro Real, Cleofonte Campanini, y también de la infanta Isabel, que le concedió una beca con la que pudo viajar a Roma, Milán y Venecia y estudiar en la academia del maestro Farinilli. Más tarde se interesó por las óperas wagnerianas y marcha a Bayreuth para aprender repertorio. Fijó su residencia definitiva en Milán, donde se casó con la soprano italiana Olimpia Brossio, con la que tuvo tres hijos: Carlos, que muere a corta edad, Vally y Mauricia. El rostro de su hijo Carlos sigue plasmado en el conjunto escultórico de mármol blanco que Aineto envía desde Florencia a la localidad oscense de Alerre con motivo del fallecimiento de su madre.
En noviembre de 1899 debutó en el Teatro Real de Madrid, cantando Rigoletto junto con la afamada mezzosoprano oscense Fidela Gardeta y bajo la dirección de Cleofonte Campanini con gran éxito. Esto le permitió repetir sus visitas al teatro, lo que hizo en las temporadas de 1899-1900 (interpretando La Bohème y L’Africaine), 1901-1902 (Sigfried, Tosca, La Bohème, L’Africaine y Lucia di Lammermoor, ópera que canta con la gran soprano Maria Barrientos y el debutante tenor Francisco Granados) y 1913-1914 (I Puritani di Scozia, Carmen, Parsifal, Les huguenots y Otello). El periódico madrileño La Época comenta al respecto de su interpretación en la ópera Otello de Verdi:

[...] merece elogios justos y muy sinceros nuestro compatriota Aineto, encargado del difícil papel de Yago. Aineto triunfó anoche de un modo elocuente y persuasivo, mostrándose artista de cuerpo entero. Cantó de modo irreprochable y cada una de sus escenas fue un éxito indiscutible, y no por ser español ha de estar este artista oscurecido o postergado. El unánime aplauso del público demostró anoche que la labor de Aineto es de su agrado.

El 10 de marzo de 1914, con motivo de la despedida de la compañía de la que Aineto es titular, se ofrece un festival lírico. La prensa madrileña se hace eco de este evento en la siguiente forma: 

Aineto brindó al auditorio las delicias de su bonita media voz y de su arte exquisito en el aria de Un ballo in maschera, una canción andaluza y Meus amores, la deliciosa canción gallega.

Esta fue la última vez que cantó en este teatro. En las citadas actuaciones cantó con sopranos como María Barrientos, Eva Tetrazzini o Amelita Galli-Cursi; con los barítonos Ramón Blanchard y Viglione Borghese; con mezzosopranos como Fidela Gardeta, Eleonor de Cisneros o Rosalia Pangrazy; a tenores como José Palet, Alessandro Bonci o Fiorello Giraud; y a bajos como Mansueto Gaudio o Carlos del Pozo.
En 1901 se presentó como empresario y cantante en el Teatro Principal de Zaragoza. Trajo consigo a Fidela Gardeta y al tenor zaragozano Julián Biel, quienes interpretarán Il trovattore, Carmen y Les huguenots. La prensa habla en términos como:

del sobresaliente mérito de la trinidad artística de la Gardeta, Biel y Aineto... ¡Trinidad lírica envidiable, honra de Aragon!

En abril de 1902 vuelve a aventurarse como empresario y se hace cargo de la temporada de ópera de Oviedo en el Teatro Campoamor. La compañía la forman un total de 126 personas y se programan las óperas Aida, L’Africaine, La Bohème y Rigoletto. El diario asturiano El Carbayón comenta: 

Nunca se había visto en Oviedo una compañía de ópera tan numerosa, tan igual y tan excelente y que nunca se volverán a oír en esta ciudad obras tan admirablemente cantadas. El sacrificio que eso representa para el rumboso empresario y aplaudido Sr. Aineto es grande... como cantante tiene una voz voluminosa, de mucha extensión, timbre dulce y agradabilísimo y una facilidad de emisión que asombra...

A lo largo de su carrera recorre los escenarios de Italia (Parma, Módena, Palermo, Milán, Turín, Roma, Verona, …), donde recibe muy buenas críticas. En un periódico florentino especializado en ópera, tras su actuación en la ópera Loreley de Alfredo Catalani, en el Teatro Verdi de Pisa escribieron: 

artista de probada base, fue superior a la exigencia del papel de Hermann que ya de por sí requiere precisión escénica y vocal. El auditorio apreció en el egregio artista riqueza de voz, sentimiento en la expresión, facilidad de emisión, potencia de agudos y fue calurosamente aplaudido...

Fuera de Italia también trabaja en ciudades como Lyon, Bucarest, Nueva York, La Habana, Filadelfia, San Francisco, Los Ángeles, Buenos Aires, Córdoba y Ciudad de México. En esta última ciudad, su periódico El ideal, especializado en arte, publicaba el 22 de octubre de 1906: 

El barítono Marino Aineto es un cantante de primera magnitud. Tiene una voz magnífica. Emite con una corrección asombrosa. Vocaliza como lo hacen los maestros de verdad. Siente lo que canta y se presenta muy bien en escena. En el famoso concertante recordó los tiempos en que Ronconi hacía ponerse de pie a los públicos de Europa. Marino es, en una palabra, cantante digno de alternar con la Barrientos y de figurar en los cuadros de ópera como estrella de primer orden...

Cuando su vida artística se lo permite, visita a sus familiares, que viven en Huesca. El 11 de agosto de 1903, en plenas fiestas de San Lorenzo y acompañado de Fidela Gardeta canta ante sus paisanos en el Teatro Principal, en un festival organizado por el Orfeón Oscense.
En el verano de 1906 vuelve a Huesca. Es esta ocasión lo hace acompañado de su esposa Olimpia Brossio. Juntos y en el mismo escenario antes citado, el 16 de julio, dan un amplio concierto de ópera, zarzuela y cantos regionales.
También actúa en el Gran Teatro del Liceo de Barcelona en las temporadas de primavera de 1908 y de 1920. En 1908 debuta con Lucia di Lammermoor (junto a Graziella Pareto, Francesco Fazzini y Domenico Acerbi como director), sigue con Manón de Jules Massenet (con Giuseppina Baldassare, Edoardo Garbin, Conrat Giralt y Edoardo Vitale como director) y La Bohème (con Edoardo Garbín y Lina Pasini-Vitale).
En la segunda temporada, la de 1920, interpreta Carmen (junto a Sara Blanco, Antonio Montero de Espinosa y Salvatore Messina como director) y acaba su experiencia en el Gran Teatro del Liceo con el estreno en España de la ópera de Pietro Mascagni, Isabeau, siendo sus protagonistas principales Lia Re-Mondini, Mary Valverde, Enriqueta Aceña, Giuseppe Campioni y su director, el ya nombrado Salvatore Messina.
Su última actuación fue en Italia, en el Teatro Grande di Brescia, cantando la misma ópera con la que había iniciado su carrera: Les huguenots. Los últimos años de su vida los dedica a promocionar cantantes nuevos y espectáculos líricos. Muere en Milán a los 58 años.
En cuanto a las grabaciones que realizó Aineto en vida, según el musicólogo Joaquín de Sagarmínaga, en su Diccionario de cantantes líricos españoles, en el apartado dedicado a Aineto, comenta que al menos existen nueve grabaciones, fechadas todas entre 1903 y 1904, que incluyen las Seguidillas y el Tango de Marina y la romanza de El Grumete, ambas de Emilio Arrieta; el monólogo de la La tempestad, de Ruperto Chapí; Javeras y Parranderos, de Chatêau-Margaux, ópera de Manuel Fernández Caballero; El canto del presidiario, de Fermín María Álvarez; y tres fragmentos de la zarzuela El juramento de Joaquín Gaztambide: «El juramento», «Unha noite na eira do trigo» y «Los borrachos». A estos títulos hay que añadir el Meus amores de Odeón, canción gallega compuesta por José Baldomir y la canción «Kirie Eleison» de la zarzuela Las Aparecidas, de Manuel Fernández Caballero, pasada a cinta magnetofónica y perteneciente al archivo del citado musicólogo.
Las últimas averiguaciones sobre su discografía, llevadas a cabo por otro gran entendido en la materia, Antonio Massisimo, apuntan a que son 61 las grabaciones que dejó para la posteridad siendo en su mayoría canciones pertenecientes al género de la zarzuela y que las realizó entre 1903 y 1906. Salvo los once mencionados, se desconocen los títulos de las restantes copias y el paradero de todas ellas a excepción del nombrado «Kirie Eleison».